# Zagórz
Pour l’article homonyme, voir Zagórz (Poméranie-Occidentale).
Zagórz est une ville de Pologne, située dans le sud-est du pays, dans la voïvodie des Basses-Carpates. Elle est le chef-lieu de la gmina de Zagórz, dans le powiat de Sanok.